# Ręcznik wyszywany
Ręcznik wyszywany, rusznyk, rusznik (ukr. i ros. рушник; białorus. ручнiк, уціральнік) – ozdobny pas białego wyszywanego płótna, mający symboliczne znaczenia: drogi, losu, ochrony.
Ruszniki są charakterystyczne dla kultury ludowej wschodniosłowiańskiej. Niekiedy wyhaftowane zostają na nim magiczne znaki ochronne. Ręcznikiem takim tradycyjnie zakrywano chleb leżący na stole. Syn wyruszający w daleką i niepewną drogę dostawał od matki ręcznik. Na ręczniku także podaje się chleb i sól na przywitanie gości. W cerkwiach i chatach ręczniki wiesza się nad ikonami (piękny kącik) oraz portretami przodków. Jest używany także w wielu obrzędach, przede wszystkim związanych ze ślubem lub przejściem w zaświaty.